# Medailové pořadí Letních paralympijských her 2024
Medailové pořadí zemí na Letních paralympijských hrách 2024 konaných v Paříži.

## Pořadí
| Vysvětlivka      |
| ---------------- |
| Hostitelská země |

| Pořadí | Země                              | Zlato | Stříbro | Bronz | Celkem |
| ------ | --------------------------------- | ----- | ------- | ----- | ------ |
| 1.     | Čína                              | 94    | 76      | 50    | 220    |
| 2.     | Velká Británie                    | 49    | 44      | 31    | 124    |
| 3.     | Spojené státy americké            | 36    | 42      | 27    | 105    |
| 4.     | Nizozemsko                        | 27    | 17      | 12    | 56     |
| –      | Neutrální paralympijští sportovci | 26    | 22      | 23    | 71     |
| 5.     | Brazílie                          | 25    | 26      | 38    | 89     |
| 6.     | Itálie                            | 24    | 15      | 32    | 71     |
| 7.     | Ukrajina                          | 22    | 28      | 32    | 82     |
| 8.     | Francie                           | 19    | 28      | 28    | 75     |
| 8.     | Austrálie                         | 18    | 17      | 28    | 63     |
| 10.    | Japonsko                          | 14    | 10      | 17    | 41     |
| 53.    | Česko                             | 1     | 4       | 3     | 8      |

Nepál, Mauricius a Uprchlický tým získali své první paralympijské medaile.